# Diplectrona californica
Diplectrona californica là một loài Trichoptera trong họ Hydropsychidae. Chúng phân bố ở miền Tân bắc.